# باولو بيانكي
باولو بيانكي (بالإيطالية: Paolo Bianchi)‏ (و. 1953 – م) هو، من إيطاليا، ولد في ميلانو.

## روابط خارجية
- باولو بيانكي على موقع الاتحاد الدولي لكرة السلة (الإنجليزية)